# Сіцзян
Сіцзян, Чжуцзян, Перлинна річка (кит.: 珠江) — третя за довжиною (2200 км) річка Китаю після Янцзи і Хуанхе.

## Географія
Площа водозбірного басейну 437 тис. км² (з них 11 тис. км² на території В'єтнаму).
Бере початок двома витоками на Юньнаньському нагір'ї: північного (головного) — Юцзян (Сіянцзян) і південного — Цзоцзян, що зливаються вище Наньніна. Річка впадає у Південнокитайське море, утворюючи дельту Чжуцзян площею 17 тис. км³. Найсхідніша протока дельти утворює естуарій, на берегах якого розташовані Макао і Гонконг. Поблизу дельти архіпелаг Ваньшань.
На значній ділянці тече у вузькій, глибокій долині з крутими берегами, перетинає райони з широким розвитком карсту. Ширина русла в середній течії в найвужчому місці (ущелина Лунданся) становить 340 м, в розширеннях доходить до 2660 м.
Живлення переважно дощове. Середня витрата води біля Учжоу близько 8 тис. м³/с, максимальна — під час мусонів, літніх злив — 58 тис. м³/с. Річний стік — 363 км³. Для захисту від повідей (які особливо небезпечні в дельті при комбінації паводків із морськими припливами) вздовж берегів Сіцзяну споруджено дамби (понад 2 тис. км). З початку XVII століття відбулося понад 100 повеней.

## Господарське використання
Воду використовують для зрошування. Річка судноплавна від дельти до міста Учжоу, на річці зустрічаються пороги, що утруднюють судноплавство. Головний порт — Гуанчжоу (у дельті). На річці Сіцзян розвинутий промисел перлів. Сіцзян — одна з найзабрудненіших річок світу.

## Назва
Спочатку назва Чжуцзян, Перлинна річка стосувалась тільки східного судноплавного гирла дельти, після злиття річок Сіцзян («західна річка»), Дунцзян («східна річка») і Бейцзян («північна річка»). На березі якого розташований Гуанчжоу. Але потім назву Чжуцзян почали використовувати для всього басейну річки Сіцзян.

## Галерея
|                        |                   |                             |                   |
| Сіцзян уночі, Гуанчжоу | Сіцзян у Гуанчжоу | Плоти для розведення перлів | Сіцзян у Чжаоціні |